# Herman II van Twickelo
Herman II van Twickelo de Oude (ovl. na 1423) was een Twentse edelman die tussen 1392-1393 en van 1403-1415 drost van Twente was. Hij was heer van Twickel bij Delden.

## Familie
Herman II van Twickelo was een zoon van Herman I van Twickelo, stichter van het Huis Twickel bij Delden. Hij had een broer Wijnand, proost van het Kapittel van Oldenzaal.
Herman II was getrouwd met Jutte van Eerde (ovl. na 1399), dochter van Frederik van Eerde.
Uit dit huwelijk stammen drie zoons:
- Frederik van Twickelo, gehuwd met Grete Sticke Pelgrimsdochter.
- Herman III van Twickelo de Jonge (ovl. in of voor 1420), vader van Johan I van Twickelo
- Wijnand van Twickelo (ovl. 1442), pastoor te Ootmarsum

## Vicariestichting
In 1423 stichtte Herman II van Twickelo, met toestemming van zijn zonen heer Wijnand en Frederik en zijn kleinzoon Johan I, een vicarie in de kerk van Delden, de vicarie van Sint-Mattheus, ter nagedachtenis van wijlen zijn broer Heer Wijnand en wijlen zijn zoon Herman III van Twickelo.